# Comércio da Roma Antiga
O comércio do Império Romano era um setor muito importante da economia durante a República no início e durante a maior parte do período imperial. Modas e tendências na historiografia e na cultura popular tendem a negligenciar a base econômica do império a favor da língua franca-latina e as façanhas das legiões romanas. A língua e as legiões foram apoiadas pelo comércio embora ao mesmo tempo, sendo parte de sua espinha dorsal. Os romanos eram homens de negócios e a longevidade de seu império foi em grande devido a suas relações comerciais.
A sociedade da Roma antiga demonstrou ser segmentada em torno das áreas e atividades comerciais. Considerando que, em teoria membros do Senado romano e seus filhos eram restritos no envolvimento em comércio, os membros da Ordem equestre estavam envolvidos em negócios, apesar de seus valores de classe superior lançarem ênfase em atividades militares e atividades de lazer. Plebeus e libertos mantinham lojas ou barracas em mercados enquanto uma enorme quantidade de escravos faziam a maior parte do trabalho pesado. Os escravos eram, eles próprios, igualmente objeto da transações comerciais. Provavelmente devido à sua elevada proporção na sociedade e da realidade do escravos fugidos; bem como, as Guerras Servis e revoltas menores, eles deram um sabor distinto ao comércio romano A intricada, complexa e extensiva contabilização do comércio romano era conduzida com quadros de contagem e o ábaco romano. O ábaco, usando algarismos romanos, era ideal para a contagem da moeda romana e para registrar medidas romanas.

## Negociadores, mercadores, banqueiros e mascates
Os negociadores (em latim: negotiatores), significava especialmente durante os últimos tempos da república, cidadãos romanos estabelecidos nas províncias, que emprestaram dinheiro a juros ou que compravam cereais para especulação, que enviavam para Roma, bem como para outros lugares. Entretanto, seu negócio principal era empréstimo dinheiro a juros e, portanto, encontramos as palavras negociador, negociata e negociação usadas neste sentido. Os negociadores se distinguem do publicanos (publicani) e dos mercadores (mercatores).

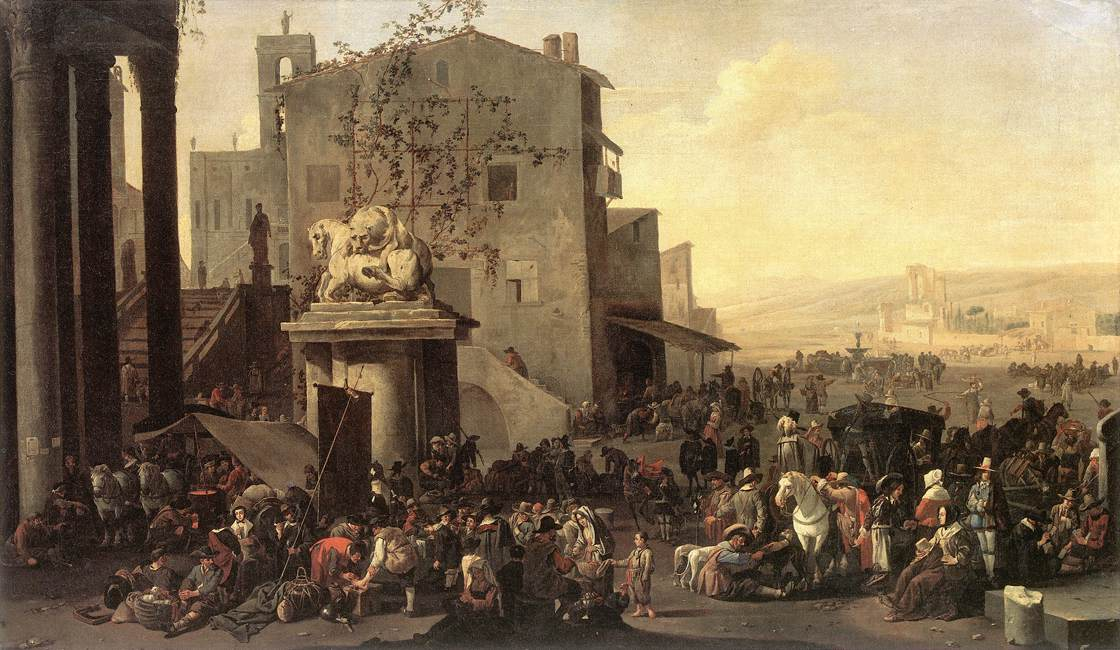
Mercado romano (A Roman Market) por Willem Reuter

Que a palavra negotiatores foi, durante os últimos tempos da república, sempre usada no significado dado é amplamente comprovado por Ernesti, e também é suficientemente clara nas passagens de Cícero. Em geral, eles eram simplesmente homem de negócios, ou melhor, o "investidor". Cícero diz que eles foram fundamentais para a "organização dos mercados, o investimento em transporte, e ... de crédito para facilitar negócios". O termo "negociador" era tido em mais alta reputação que o termo "mercador", e, "enquanto o negociador investiu em seu próprios navio, ele não chegou a navega-lo". Os negociadores eram cidadãos romanos que viviam nas províncias conduzindo dos negócios com as províncias, que foi importante para o processo de romanização nestas áreas. Muitos destes comerciantes acumularam grandes fortunas, enquanto nas províncias, e no século I, por vezes seus descendentes que retornam para Roma como senadores provinciais. Os mercadores eram geralmente plebeus ou libertos. Eles estavam presentes em todas as feiras ao ar livre ou lojas, ou trabalhando em barracas vendendo mercadorias na beira da estrada. Eles também estavam presentes perto de acampamentos militares romanos durante as campanhas, onde vendiam alimentos e roupas para os soldados e pagavam dinheiro vivo para qualquer espólio proveniente de atividades militares.
Os comerciantes de moeda, chamados argentários (argentarii), atuavam como agentes em leilões públicos ou privados, mantinham depósitos de dinheiro para indivíduos, descontavam cheques, chamados prescrições (prescriptiones), e serviam como casas de câmbio. Eles mantiveram livros rigorosos, ou tábulas (tabulae), que eram considerados como prova jurídica pelos tribunais. Os argentários às vezes fazia o mesmo tipo de trabalho como os mensários (mensarii), que eram banqueiros públicos nomeados pelo Estado. O argentários recebia juros sobre o empréstimo, bem como uma comissão conhecida como uma mercê (merces). Alguns argentários, chamados coadores argentários (coactores argentarii), cobravam dívidas, além de fazer acordos em leilões, enquanto outros argentários eram assistidos por coadores que coletaram as dívidas para eles.
Os mascates itinerantes, por volta do século III, vagavam por todo o Império Romano e constituíam a menor instituição comercial itinerante na Antiguidade. Esses ambulantes levavam especiarias e perfumes para a população rural.

## Escravos
Os escravos eram uma parte essencial no comércio na Roma antiga. Eles participaram na produção, transporte e venda de mercadorias, e eram também produtos comprados e vendidos nos mercados romanos. Estima-se que 49% de todos os escravos eram propriedade da elite. Cerca de metade de todos os escravos vendidos trabalhavam no campo, onde eles eram uma pequena porcentagem da população, exceto em algumas grandes propriedades agrícolas, especialmente imperial,; o restante, a outra metade eram uma percentagem significativa de 25% ou mais em cidades como empregadas domésticas, prostitutas e trabalhadores em empresas comerciais, construção e na manufatura.
Novos escravos foram adquiridos principalmente por comerciantes no atacado que seguiam os exércitos romanos. Muitas pessoas que compravam escravos queriam escravos fortes, a maioria homens. A maioria das fontes indicam que crianças escravas custam menos do que os adultos, embora algumas fontes afirmam o seu preço como maior. Júlio César uma vez vendeu toda a população de uma região conquistada na Gália, nada menos do que 53.000 pessoas, para revendedores de escravos.
Porque os romanos queriam saber exatamente o que eles estavam comprando, os escravos foram apresentados nus. O comerciante era obrigado a tomar um escravo de volta no prazo de seis meses, se o escravo tivesse defeitos que não foram revelados na venda, ou obrigado a compensar perda do comprador. Os escravos a serem vendidos sem garantia usavam uma touca na leilão.

## Infra-estrutura comercial
O principal centro comercial na Roma Antiga era o Fórum Cupedino, um mercado onde várias iguarias foram vendidas, este espaço mais tarde, passou a ser popularmente conhecido como Fórum Magno (Forum Magnum). O fórum romano atraia a maior parte do tráfego comercial. Ele foi originalmente usado para jogos esportivos e com a finalidade de comércio de todos os tipos; no entanto, o fórum se tornou um centro político e bancário onde negociadores, argentários e mensários mantinham seus escritórios.

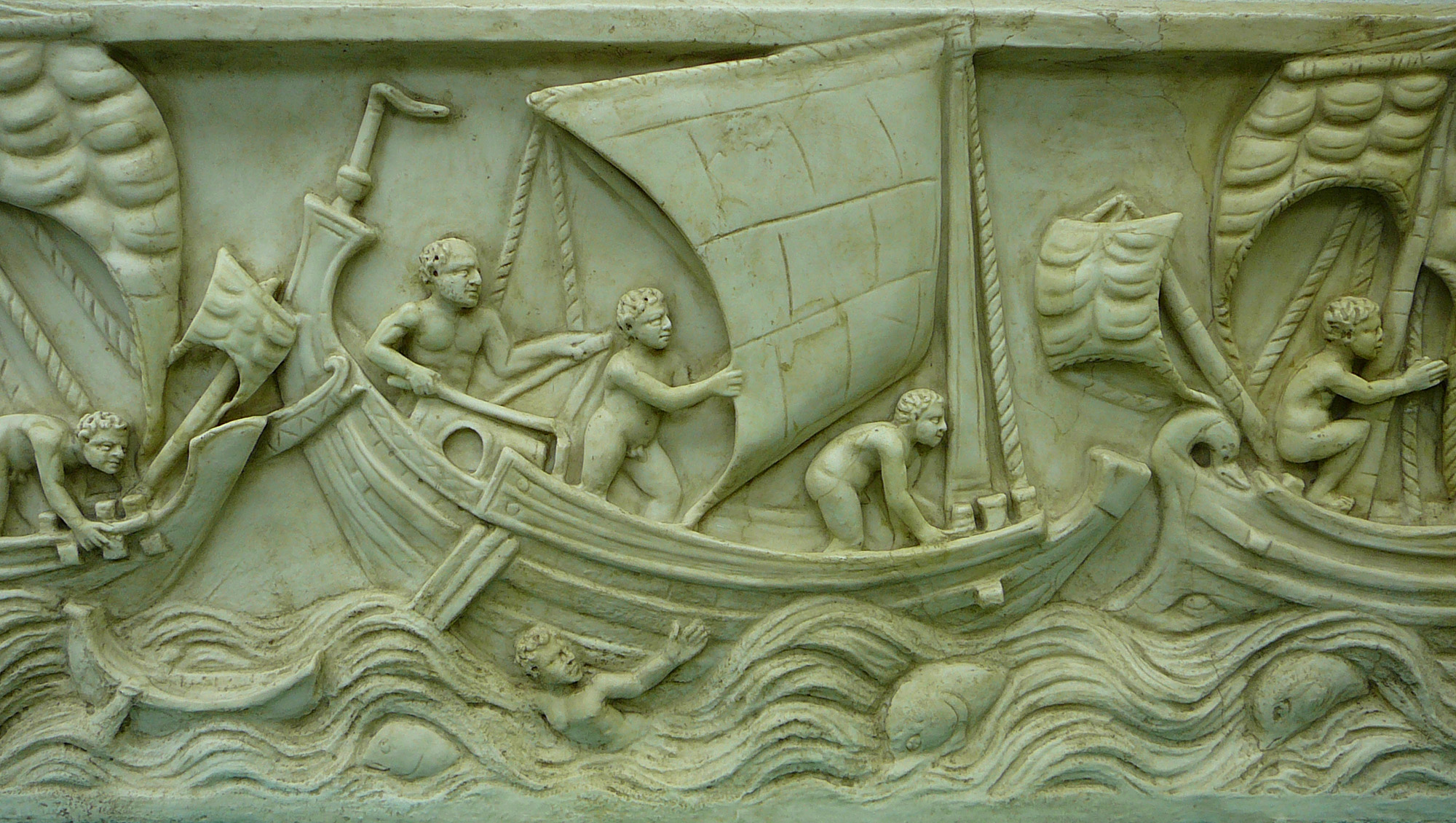
Navio romano do século III. foto de Gun Powder Ma

O fórum comercial ou mercantil, chamado venálio (Forum Venalium), veio a existir sob o império por causa do crescimento da cidade e o aumento nos negócios provinciais. Havia ao menos quatro outros grandes mercados especializados em produtos específicos. Os fóruns comerciais menores eram especializados em produtos específicos: Fórum Boário (Boarium) para comércio de gado; Fórum Holitório (Forum Holitorium) para os produtos hortícolas; Fórum Suário (Forum Suarium) para carne de porco; Fórum Piscário (Forum Piscarium) para peixes; Fórum Pistório (Forum Pistorium) para venda de pão; e Fórum Vinário (Forum Vinarium) que comerciava vinho. O fórum romano atraiu a maior parte do tráfego, mas todos os fóruns dependiam de uma infra-estrutura para os compradores e os vendedores terem acesso aos produtos. Todas as novas cidades, como por exemplo Timgad, foram estabelecidas de acordo com um plano ortogonal de estradas que facilitou o transporte e comércio. As cidades estavam ligadas por boas estradas. Rios navegáveis foram amplamente utilizados e alguns canais foram escavados mas nenhum dos dois deixaram evidência arqueológica tão claras como as estradas e, consequentemente, eles tendem a ser subestimadas. Um importante mecanismo para a expansão do comércio foi a paz.
De acordo com Lívio, as primeiras colônias de Roma, Antêmnas (Antemnae) e Crustumério (Crustumerium), foram estabelecidas em aproximadamente 752 a.C.. Todos os assentamentos, especialmente os menores, podem ser localizados em posições economicamente racionais. Antes e depois do Império Romano, elevadas posições defensivas foram as preferidas para pequenos assentamentos pois pirataria fazia as atividades comerciais feitas no povoado costeiro especialmente perigosas. A consolidação da marinha romana sob Augusto praticamente limpou a ameaça da pirataria, mas o mau tempo, mapas imprecisos e os pobres equipamentos de navegação ainda podiam causar estragos em um comboio. Ainda assim, apesar dos perigos, não havia melhor maneira de mover carga do que por navio.
Até o século I, as províncias do Império Romano estavam negociando grandes volumes de mercadorias uma às outras por rotas marítimas. Houve uma tendência crescente a especialização, particularmente na área de manufatura, agricultura e mineração. Algumas províncias especializada na produção de determinados tipos de produtos, como grãos no Egito e na África do Norte e do vinho e do azeite na Itália, Hispânia e Grécia. O conhecimento da economia romana é extremamente irregular e inconstante. A grande maioria dos produtos comercializados, sendo de origem agrícola, normalmente não deixam evidência arqueológica direta. Muito excepcionalmente, como em Berenice, há evidência de comércio de longa distância em pimenta, amêndoas, avelãs, pinhão, nozes, coco, damascos e pêssegos, além dos comércios mais esperados (figos, passas e alcaparras). Os comércios de vinho, azeite e garo (molho de peixe fermentado) foram feitos em ânforas, excepcionalmente, deixando para trás registro arqueológico. Na própria Roma, por exemplo, Monte Testácio é um tributo à escala deste tipo de comércio. Por outro lado, existe uma única referência Síria de exportação de marmelada para Roma.

## Rotas de transporte
Mercadorias foram transportados continuamente por todo o Império Romano. Nas rotas do mapa do comércio romano, a forma mais eficaz para o transporte de mercadorias foi por via marítima. O tipo de navio comumente usado pelos romanos era conhecido como Córbitas. Os navios podiam transportar até seiscentos passageiros ou seis mil ânforas de barro de vinho, óleo ou outros líquidos. Navios transportavam em um curto período de tempo mais mercadorias do que poderiam ser transferidas por terra. Levava apenas entre duas a três semanas para um navio ir do Egito para Roma. A fim de aumentar a eficácia do transporte marítimo, os romanos desenvolveram portos profundos em locais chave. Um dos maiores portos estava em Óstia, cerca de quase 24 km de Roma na costa do Mediterrâneo. No ano 50, o farol foi criado em Óstia para orientar os navegadores. No seu auge, Roma colocou faróis em quarenta locais diferentes para ajudar a navegação.

### Rotas terrestres
Mesmo antes da república, o reino romano estava envolvido em comércio regular usando o rio Tibre. A sua proximidade com o rio Tibre, desempenhou um papel fundamental no desenvolvimento econômico da cidade porque as mercadorias que provinham do mar tinham que subir pelo curso do rio para serem dirigidas quer para a Etrúria, quer para a Campânia grega (Magna Grécia). Desse modo, Roma era capaz de monopolizar o tráfego terrestre, uma vez que estava situada na intersecção das principais estradas do interior italiano. Além disso, por haver importantes salinas nas proximidades da cidade, Roma conseguiu transformar-se em ponto de mercado perfeito da "via do sal", futuramente conhecida como via Salária. A partir de ca. 770 a.C. sítios arqueológicos da região, em especial necrópoles, começaram a demonstrar maior número de restos humanos indicando influências externas derivadas de contatos comerciais, em especial com as colônias gregas da Campânia.

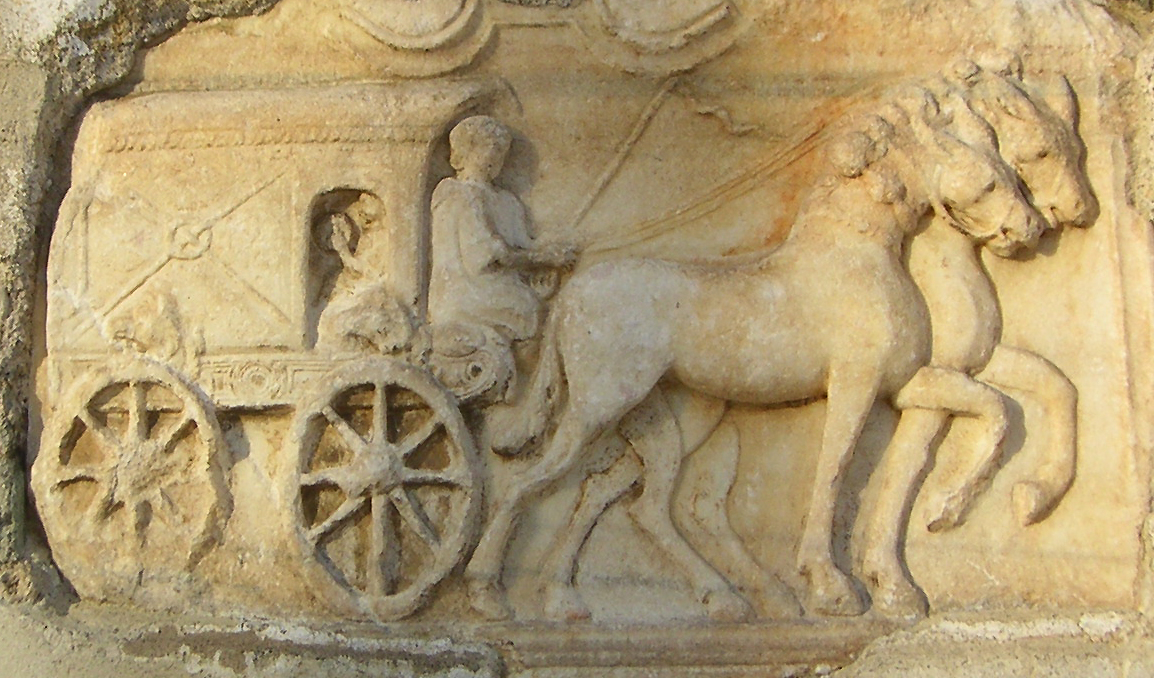
Carroça romana
emparedada na Catedral de Maria Saal

As Guerras Púnicas mudaram completamente a natureza do comércio no Mediterrâneo, antes a república romana tinha trocas comerciais importantes com Cartago e entrava em vários acordos comerciais e políticos com a sua cidade rival, além de engajar-se em simples comércio de varejo. No final das guerras, Roma destruiu completamente o poder comercial de Cartago, escravizando os sobreviventes e cobrindo com sal suas terras para que nada mais produzissem. Assim, Roma passou a dominar todo o comércio do Mediterrâneo Ocidental e a partir daí iniciou suas conquistas territoriais com as quais dominou todo o Mediterrâneo e grande parte da Europa. Com o crescimento do comércio, surgiu uma nova classe social denominada homens novos/ cavalheiros/ comerciantes (plebeus e patrícios então falidos).
No final do século I a.C., o império romano aumenta seu envolvimento na grande expansão do comércio internacional envolvendo outras quatro potências contíguas: o Império Parta , o Império Cuchana, a confederação nômade de Xiongnu, e o Império Han. O comércio romano logo se desenvolve, auxiliado pelo entusiasmo modístico romano pela seda chinesa. O Império Romano negociava por estradas com os chineses através de intermediários partas e outros ao longo da rota da seda.
Na época do imperador romano Augusto o comércio entre a China e o Ocidente foi firmemente estabelecido e seda foi a mercadoria mais procurada no Egito, na Grécia, e, especialmente, em Roma. Antes de se tornar imperador, Octávio César explorou o tema controverso de roupas de seda para denunciar seus adversários Marco Antônio e Cleópatra VII como imorais. Embora Otaviano triunfou sobre António e Cleópatra, ele nada pôde fazer para reduzir a popularidade e o comércio da seda.

### Rotas marítimas
As origens exatas da frota romana são obscuras. Uma sociedade tradicionalmente agrícola e em terra, os romanos, pelo menos até a república precoce, raramente se aventuravam ao mar, ao contrário de seus vizinhos etruscos. No entanto, a arqueologia marítima e antigos manuscritos da antiguidade clássica mostram evidências de grandes frotas comerciais romanas. Os rastros mais substanciais deste comércio são o restos arqueológicos da infra-estrutura de portos, quebra-mares, armazéns e faróis nos portos, como Civitavecchia, Óstia, Porto, Léptis Magna e Cesareia Marítima. Uma viagem por via marítima no mundo mediterrâneo do século I era confiável e segura.

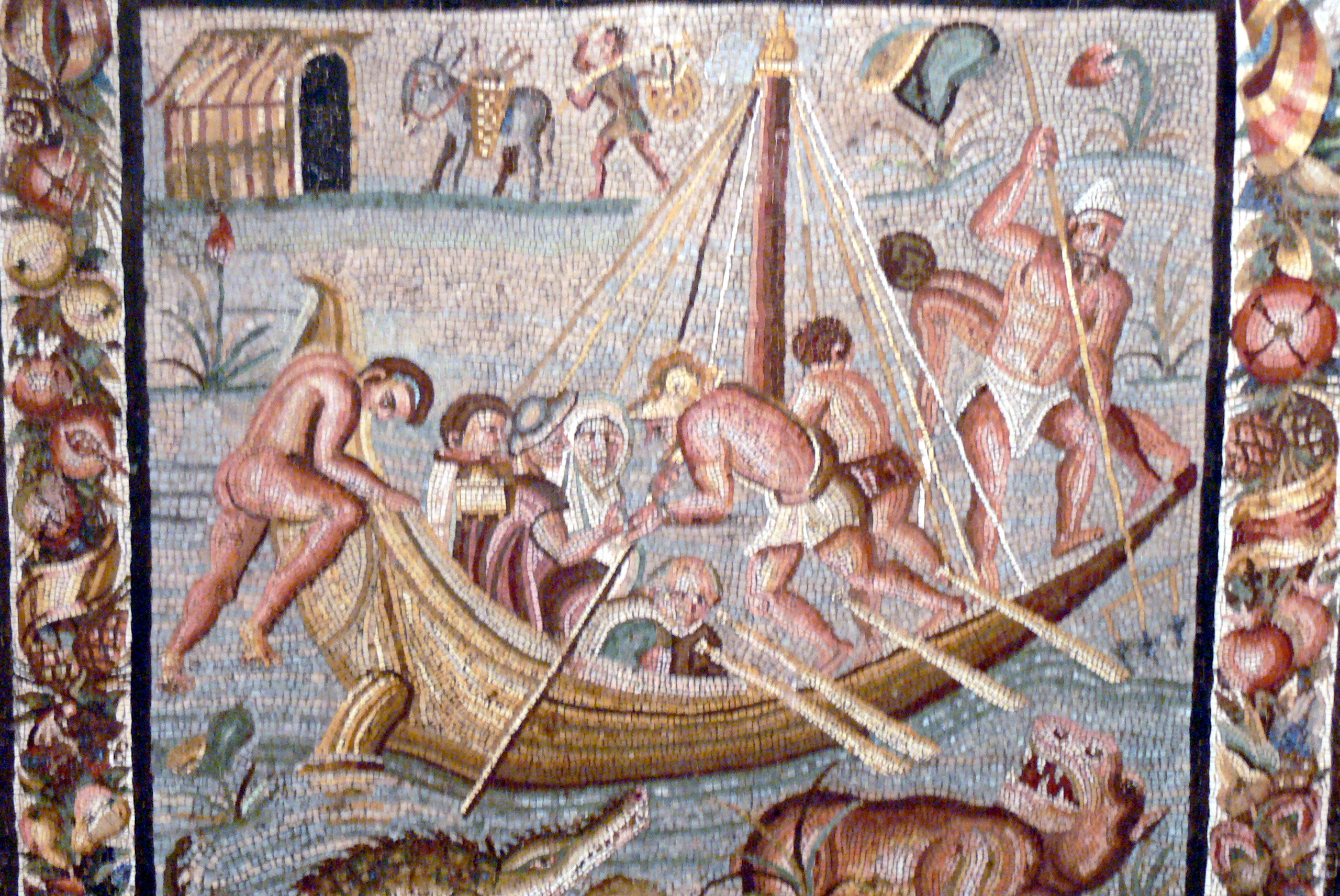
Mosaico da Roma antiga (século I) mostrando um barco no rio Nilo
- Museu Nacional do País de Gales em Cardiff

Assim como a maioria das tecnologias romanas, os navios comerciais de alto mar romanos não tiveram avanços significativos sobre navios gregos dos séculos anteriores, exceto o laminado de chumbo para proteção de cascos parece ter sido mais comum. Os romanos usavam barcos a vela de casco redondo e com a proa e a popa encurvadas. Patrulha e proteção contínua do Mediterrâneo ao longo de vários séculos foi um dos principais fatores de sucesso do comércio romano, dado que as estradas romanas foram projetadas mais para os pés ou patas do que para as rodas, e não podia suportar o transporte econômico de mercadorias em longas distâncias. Os navios romanos teriam sido presa fácil para os piratas se não fosse a proteção oferecida pelas galeras liburnianas e trirremes das frotas da marinha romana. Volumosas mercadorias de baixo valor, como grãos e materiais de construção eram negociadas apenas por rotas marítimas, uma vez que o custo de transporte pelo mar era 60 vezes menor do que por terra. Produtos básicos e mercadorias como cereais para fazer o pão e rolos de papiro para a produção de livros eram importados do Egito ptolomaico para a Itália de forma contínua.
O comércio sobre o oceano Índico floresceu no século I e II. A marinheiros mercantes fizeram uso da monção para atravessar o oceano a partir de vários portos. A partir do século I a.C. até ao II d.C. Berenice foi um dos pontos de transbordo de comércio entre a Índia, Arábia, e Alto Egito. Sob o Império Romano, Berenice forma um distrito em si, com seu peculiar prefeito. No século IV, Berenice novamente tornar-se uma porto ativo, mas a partir do século VI, o porto foi abandonado. Leuco Limen em Cuseir Alcadim e Mio Hormo (hoje al-Cusair, Egito) após Berenice eram outras duas base de infra-estrutura importante para o comércio marítimo com a Ásia.
Os portos de Berenice, Mio Hormo e Leuco Limen na costa do Mar Vermelho do Egito romano eram a principal ligação marítima para os portos de Muziris e Nelcinda na costa de Malabar. Os périplos revelam como Muziris tornou-se o principal porto comercial para a dinastia Chera com Roma. A prosperidade de Muziris é devida à navegação comercial estrangeira proveniente do Império Romano e do norte da Índia. Após o século II, o poder dos Cheras decaiu rapidamente com o declínio do comércio lucrativo com os romanos  e o comércio romano com Muziris caiu a partir do século V. Além da Cheras, os principais parceiros comerciais romanos do sul da Índia foram as dinastias Tamil Nadu, Pandia e Chola. Muitos artefatos romanos foram encontrados na Índia; por exemplo, no sítio arqueológico de Arikamedu, em Pondicheri. Meticulosas descrições dos portos e itens de comércio ao redor do Oceano Índico podem ser encontradas na obra grega, Périplo do Mar da Eritreia.

## Unidades de medida
Os antigos romanos eram engenheiros sofisticados, e, consequentemente, tinham unidades bem definidas de medição de comprimentos, pesos e distâncias, e suas relações entre si são bem conhecidos. O sistema romano de medição foi construído sobre o sistema grego com influências egípcias. Grande parte do sistema foi com base no peso. As unidades romano eram precisas e bem documentada. As distâncias foram medidas, e sistematicamente inscritas em pedras por agentes do governo. Para negociação comercial, a ânfora era uma base conveniente de medida de líquido. Ela contém um pé cúbico romano, o equivalente a cerca de sete litros. A ânfora padrão, a ânfora capitolina, foi mantida no templo de Júpiter no Capitólio, em Roma, para que outros pudessem comparar sua ânfora a ela.
Embora o Egito e algumas provinciais romanas emitiam as suas próprias moedas, uma moeda razoalvemente padronizados, bastante estável e abundante, pelo menos até pouco depois do II a.C., contribuiu muito para facilitar o comércio com Roma. As moedas romanas, em circulação durante a maior parte da República e do Império Romano do Ocidente, incluíam o áureo (aureus, em latim), de ouro; o denário (denarius), de prata; o sestércio (sestertius), de bronze; o dupôndio (dupondius), de bronze; e o asse (as), de cobre. Estas denominações foram utilizadas de meados do século II a.C. até meados do III d.C.. Após as reformas, as moedas em circulação passaram a ser, basicamente, o soldo (solidus), de ouro, e algumas denominações menores de bronze, até o fim do Império Romano do Ocidente.